# Artistique-Weltmeisterschaft 2024

Logo UMB (ausrichtender Verband)

Veranstaltungsort: Ankara

Die Artistique-Weltmeisterschaft 2024 war das 32. Turnier in dieser Disziplin des Karambolagebillards und fand vom 19. bis zum 22. Juni 2024 in Ankara statt. Es war die vierte Artistique-WM in der Türkei.

## Modus
Gespielt wurden 28 Figuren in einer Gruppenphase mit acht Gruppen à vier Teilnehmern. Die jeweils zwei Gruppenbesten qualifizierten sich für das Achtelfinale. Im Achtelfinale wurden 28 Figuren gespielt und ab dem Viertelfinale 35 Figuren. Das ganze Turnier wurde mit Nachstoß gespielt.
Gewertet wurden nur die prozentual gelösten Figuren.

## Gesetzte Spieler
1. David Gonzalez (Titelverteidiger)
2. Sergio Sanchez (Wildcard UMB)
3. Halim Doruk (Wildcard CEB)
4. Anthony Marin (Wildcard CEB)
5. Serdar Gümüş (Wildcard TBF)
6. Emrah Tac (Wildcard TBF)

## Turnierverlauf

### Vorrunden-Gruppenphase
| Platz | Name           | MP | Pkt | mög. Pkt | %       | Best %  |
| ----- | -------------- | -- | --- | -------- | ------- | ------- |
| 1     | Baris Cin      | 6  | 385 | 621      | 62,00 % | 66,67 % |
| 2     | Jean Reverchon | 4  | 327 | 575      | 56,87 % | 60,80 % |
| 3     | David Gonzales | 2  | 275 | 537      | 51,21 % | 66,67 % |
| 4     | Naoki Harada   | 0  | 240 | 562      | 42,70 % | –       |

| Platz | Name             | MP | Pkt | mög. Pkt | %       | Best %  |
| ----- | ---------------- | -- | --- | -------- | ------- | ------- |
| 1     | Haci Arap Yaman  | 6  | 375 | 513      | 73,10 % | 81,13 % |
| 2     | Sergio Sanchez   | 4  | 305 | 533      | 57,22 % | 69,64 % |
| 3     | Xavier Fonellosa | 2  | 323 | 564      | 57,27 % | 54,32 % |
| 4     | Eli Martinez     | 0  | 161 | 487      | 33,06 % | –       |

| Platz | Name            | MP | Pkt | mög. Pkt | %       | Best %  |
| ----- | --------------- | -- | --- | -------- | ------- | ------- |
| 1     | Michaël Hammen  | 6  | 371 | 609      | 60,92 % | 74,64 % |
| 2     | Marvin Heinrich | 4  | 303 | 580      | 52,24 % | 56,54 % |
| 3     | Jop de Jong     | 2  | 367 | 570      | 64,39 % | 70,07 % |
| 4     | Antonio Pineda  | 0  | 181 | 531      | 34,09 % | –       |

| Platz | Name            | MP | Pkt | mög. Pkt | %       | Best %  |
| ----- | --------------- | -- | --- | -------- | ------- | ------- |
| 1     | Anthony Marin   | 4  | 339 | 575      | 58,96 % | 63,58 % |
| 2     | Hector Cuadrado | 4  | 317 | 574      | 55,23 % | 62,50 % |
| 3     | Mehmet Sezer    | 4  | 317 | 583      | 54,37 % | 59,50 % |
| 4     | Tadashi Machida | 0  | 159 | 498      | 31,93 % | –       |

| Platz | Name            | MP | Pkt | mög. Pkt | %       | Best %  |
| ----- | --------------- | -- | --- | -------- | ------- | ------- |
| 1     | László Tóth     | 6  | 315 | 561      | 56,15 % | 70,43 % |
| 2     | Emrah Tac       | 4  | 318 | 512      | 62,11 % | 68,18 % |
| 3     | Erik Vijverberg | 2  | 295 | 572      | 51,57 % | 44,94 % |
| 4     | Shinobu Tanaka  | 0  | 50  | 464      | 10,78 % | –       |

| Platz | Name              | MP | Pkt | mög. Pkt | %       | Best %  |
| ----- | ----------------- | -- | --- | -------- | ------- | ------- |
| 1     | Erik Vervliet     | 6  | 330 | 573      | 57,59 % | 60,51 % |
| 2     | Ken Dahlke        | 4  | 287 | 538      | 53,35 % | 59,17 % |
| 3     | Javier Lopez      | 2  | 274 | 565      | 48,50 % | 52,27 % |
| 4     | Kazutaka Hodozuka | 0  | 129 | 497      | 25,96 % | –       |

| Platz | Name            | MP | Pkt | mög. Pkt | %       | Best %  |
| ----- | --------------- | -- | --- | -------- | ------- | ------- |
| 1     | László Kun      | 6  | 301 | 544      | 55,33 % | 64,02 % |
| 2     | Manfred Hekerle | 4  | 272 | 556      | 48,92 % | 57,99 % |
| 3     | Halim Doruk     | 2  | 211 | 543      | 38,86 % | 32,95 % |
| 4     | Andres Molina   | 0  | 92  | 526      | 17,49 % | –       |

| Platz | Name          | MP | Pkt | mög. Pkt | %       | Best %  |
| ----- | ------------- | -- | --- | -------- | ------- | ------- |
| 1     | Serdar Gümüş  | 6  | 384 | 567      | 67,72 % | 74,12 % |
| 2     | Bernd Singer  | 2  | 348 | 614      | 56,68 % | 55,71 % |
| 3     | Steve Wilms   | 2  | 314 | 600      | 52,33 % | 58,69 % |
| 4     | Thomas Ahrens | 2  | 289 | 560      | 51,61 % | 51,11 % |

### K.-o.-Runde
Im Folgenden ist der Turnierbaum der Finalrunde aufgelistet. Gespielt wurden 28 bzw. 35 Figuren mit Nachstoß. Bei einem Remis wurde die Entscheidung mit Penalty entschieden.

Legende: Matchpunkte (MP) / erzielte Punkte (Punkte) / mögliche Punkte / prozentual erzielte Punkte

|  | Achtelfinale 28 Figuren | Achtelfinale 28 Figuren |                  |                   | Viertelfinale 35 Figuren | Viertelfinale 35 Figuren |  |  | Halbfinale 35 Figuren | Halbfinale 35 Figuren |  |  | Finale 35 Figuren | Finale 35 Figuren |
|  |                         |                         |                  |                   |                          |                          |  |  |                       |                       |  |  |                   |                   |
|  |                         |                         |                  |                   |                          |                          |  |  |                       |                       |  |  |                   |                   |
|  | Haci Arap Yaman0        | 2/124/197/62,94 %       |                  |                   |                          |                          |  |  |                       |                       |  |  |                   |                   |
|  | Bernd Singer            | 0/107/197/54,31 %       |                  |                   |                          |                          |  |  |                       |                       |  |  |                   |                   |
|  | Bernd Singer            | 0/107/197/54,31 %       | Haci Arap Yaman0 | 2/178/224/79,46 % |                          |                          |  |  |                       |                       |  |  |                   |                   |
|  |                         |                         | Haci Arap Yaman0 | 2/178/224/79,46 % |                          |                          |  |  |                       |                       |  |  |                   |                   |
|  |                         |                         |                  |                   | Anthony Marin            | 0/142/224/63,39 %        |  |  |                       |                       |  |  |                   |                   |
|  | Anthony Marin0          | 2/136/179/75,98 %       |                  |                   | Anthony Marin            | 0/142/224/63,39 %        |  |  |                       |                       |  |  |                   |                   |
|  | Anthony Marin0          | 2/136/179/75,98 %       |                  |                   |                          |                          |  |  |                       |                       |  |  |                   |                   |
|  | Emrah Tac               | 0/106/179/59,22 %       |                  |                   |                          |                          |  |  |                       |                       |  |  |                   |                   |
|  | Emrah Tac               | 0/106/179/59,22 %       | Haci Arap Yaman0 | 2/147/230/63,91 % |                          |                          |  |  |                       |                       |  |  |                   |                   |
|  |                         |                         | Haci Arap Yaman0 | 2/147/230/63,91 % |                          |                          |  |  |                       |                       |  |  |                   |                   |
|  |                         |                         |                  | Hector Cuadrado   | 0/109/230/47,39 %        |                          |  |  |                       |                       |  |  |                   |                   |
|  | Erik Vervliet           | 0/124/186/66,67 %       |                  | Hector Cuadrado   | 0/109/230/47,39 %        |                          |  |  |                       |                       |  |  |                   |                   |
|  | Erik Vervliet           | 0/124/186/66,67 %       |                  |                   |                          |                          |  |  |                       |                       |  |  |                   |                   |
|  | Hector Cuadrado         | 2/155/186/83,33 %       |                  |                   |                          |                          |  |  |                       |                       |  |  |                   |                   |
|  | Hector Cuadrado         | 2/155/186/83,33 %       | Hector Cuadrado  | 2/148/261/56,70 % |                          |                          |  |  |                       |                       |  |  |                   |                   |
|  |                         |                         | Hector Cuadrado  | 2/148/261/56,70 % |                          |                          |  |  |                       |                       |  |  |                   |                   |
|  |                         |                         |                  |                   | Michaël Hammen           | 0/145/261/55,56 %        |  |  |                       |                       |  |  |                   |                   |
|  | Ken Dahlke              | 0/107/186/57,53 %       |                  |                   | Michaël Hammen           | 0/145/261/55,56 %        |  |  |                       |                       |  |  |                   |                   |
|  | Ken Dahlke              | 0/107/186/57,53 %       |                  |                   |                          |                          |  |  |                       |                       |  |  |                   |                   |
|  | Michaël Hammen          | 2/136/192/70,83 %       |                  |                   |                          |                          |  |  |                       |                       |  |  |                   |                   |
|  | Michaël Hammen          | 2/136/192/70,83 %       | Haci Arap Yaman0 | 2/178/228/78,07 % |                          |                          |  |  |                       |                       |  |  |                   |                   |
|  |                         |                         | Haci Arap Yaman0 | 2/178/228/78,07 % |                          |                          |  |  |                       |                       |  |  |                   |                   |
|  |                         |                         |                  | Baris Cin         | 0/150/237/63,29 %        |                          |  |  |                       |                       |  |  |                   |                   |
|  | Baris Cin               | 2/107/165/64,85 %       |                  | Baris Cin         | 0/150/237/63,29 %        |                          |  |  |                       |                       |  |  |                   |                   |
|  | Baris Cin               | 2/107/165/64,85 %       |                  |                   |                          |                          |  |  |                       |                       |  |  |                   |                   |
|  | Marvin Heinrich         | 0/65/173/37,57 %        |                  |                   |                          |                          |  |  |                       |                       |  |  |                   |                   |
|  | Marvin Heinrich         | 0/65/173/37,57 %        | Baris Cin        | 2/148/222/66,67 % |                          |                          |  |  |                       |                       |  |  |                   |                   |
|  |                         |                         | Baris Cin        | 2/148/222/66,67 % |                          |                          |  |  |                       |                       |  |  |                   |                   |
|  |                         |                         |                  |                   | Jean Reverchon           | 0/111/229/48,47 %        |  |  |                       |                       |  |  |                   |                   |
|  | László Tóth             | 0/74/169/43,79 %        |                  |                   | Jean Reverchon           | 0/111/229/48,47 %        |  |  |                       |                       |  |  |                   |                   |
|  | László Tóth             | 0/74/169/43,79 %        |                  |                   |                          |                          |  |  |                       |                       |  |  |                   |                   |
|  | Jean Reverchon          | 2/116/169/68,64 %       |                  |                   |                          |                          |  |  |                       |                       |  |  |                   |                   |
|  | Jean Reverchon          | 2/116/169/68,64 %       | Baris Cin        | 2/179/232/77,16 % |                          |                          |  |  |                       |                       |  |  |                   |                   |
|  |                         |                         | Baris Cin        | 2/179/232/77,16 % |                          |                          |  |  |                       |                       |  |  |                   |                   |
|  |                         |                         |                  | Serdar Gümüş      | 0/145/232/62,50 %        |                          |  |  |                       |                       |  |  |                   |                   |
|  | László Kun              | 0/123/194/63,40 %       |                  | Serdar Gümüş      | 0/145/232/62,50 %        |                          |  |  |                       |                       |  |  |                   |                   |
|  | László Kun              | 0/123/194/63,40 %       |                  |                   |                          |                          |  |  |                       |                       |  |  |                   |                   |
|  | Sergio Sanchez          | 2/148/194/76,29 %       |                  |                   |                          |                          |  |  |                       |                       |  |  |                   |                   |
|  | Sergio Sanchez          | 2/148/194/76,29 %       | Sergio Sanchez   | 0/145/256/56,64 % |                          |                          |  |  |                       |                       |  |  |                   |                   |
|  |                         |                         | Sergio Sanchez   | 0/145/256/56,64 % |                          |                          |  |  |                       |                       |  |  |                   |                   |
|  |                         |                         |                  |                   | Serdar Gümüş             | 2/163/256/63,67 %        |  |  |                       |                       |  |  |                   |                   |
|  | Manfred Hekerle         | 0/64/173/36,99 %        |                  |                   | Serdar Gümüş             | 2/163/256/63,67 %        |  |  |                       |                       |  |  |                   |                   |
|  | Manfred Hekerle         | 0/64/173/36,99 %        |                  |                   |                          |                          |  |  |                       |                       |  |  |                   |                   |
|  | Serdar Gümüş            | 2/109/166/65,66 %       |                  |                   |                          |                          |  |  |                       |                       |  |  |                   |                   |

## Abschlusstabelle
| Phase           | Platz | Name              | MP | Punkte | mögliche Punkte | %       | Best %  |
| --------------- | ----- | ----------------- | -- | ------ | --------------- | ------- | ------- |
| Finale          | 1     | Haci Arap Yaman   | 14 | 1002   | 1392            | 71,98 % | 81,13 % |
| Finale          | 2     | Baris Cin         | 12 | 969    | 1477            | 65,61 % | 77,16 % |
| Halb- finale    | 3     | Serdar Gümüş      | 10 | 801    | 1221            | 65,60 % | 74,12 % |
| Halb- finale    | 3     | Hector Cuadrado   | 8  | 729    | 1251            | 58,27 % | 83,33 % |
| Viertel- finale | 5     | Anthony Marin     | 6  | 617    | 978             | 63,09 % | 75,98 % |
| Viertel- finale | 6     | Michaël Hammen    | 8  | 652    | 1062            | 61,39 % | 74,64 % |
| Viertel- finale | 7     | Sergio Sanchez    | 6  | 598    | 983             | 60,83 % | 76,29 % |
| Viertel- finale | 8     | Jean Reverchon    | 6  | 554    | 973             | 56,94 % | 68,64 % |
| Achtel- finale  | 9     | Emrah Tac         | 4  | 424    | 691             | 61,36 % | 68,18 % |
| Achtel- finale  | 10    | Erik Vervliet     | 6  | 454    | 759             | 59,81 % | 60,51 % |
| Achtel- finale  | 11    | László Kun        | 6  | 424    | 738             | 57,45 % | 64,02 % |
| Achtel- finale  | 12    | Bernd Singer      | 2  | 455    | 811             | 56,10 % | 55,71 % |
| Achtel- finale  | 13    | Ken Dahlke        | 4  | 394    | 724             | 54,42 % | 59,17 % |
| Achtel- finale  | 14    | László Tóth       | 6  | 389    | 730             | 53,29 % | 70,43 % |
| Achtel- finale  | 15    | Marvin Heinrich   | 4  | 368    | 753             | 48,87 % | 56,54 % |
| Achtel- finale  | 16    | Manfred Hekerle   | 4  | 336    | 729             | 46,09 % | 57,99 % |
| Gruppen- phase  | 17    | Mehmet Sezer      | 4  | 317    | 583             | 54,37 % | 59,50 % |
| Gruppen- phase  | 18    | Jop de Jong       | 2  | 367    | 570             | 64,39 % | 70,07 % |
| Gruppen- phase  | 19    | Xavier Fonellosa  | 2  | 323    | 564             | 57,27 % | 54,32 % |
| Gruppen- phase  | 20    | Steve Wilms       | 2  | 314    | 600             | 52,33 % | 58,69 % |
| Gruppen- phase  | 21    | Erik Vijverberg   | 2  | 295    | 572             | 51,57 % | 44,94 % |
| Gruppen- phase  | 22    | David Gonzales    | 2  | 275    | 537             | 51,21 % | 66,67 % |
| Gruppen- phase  | 23    | Javier Lopez      | 2  | 274    | 565             | 48,50 % | 52,27 % |
| Gruppen- phase  | 24    | Halim Doruk       | 2  | 211    | 543             | 38,86 % | 32,95 % |
| Gruppen- phase  | 25    | Thomas Ahrens     | 2  | 289    | 560             | 51,61 % | 51,11 % |
| Gruppen- phase  | 26    | Naoki Harada      | 0  | 240    | 562             | 42,70 % | –       |
| Gruppen- phase  | 27    | Antonio Pineda    | 0  | 181    | 531             | 34,09 % | –       |
| Gruppen- phase  | 28    | Eli Martinez      | 0  | 161    | 487             | 33,06 % | –       |
| Gruppen- phase  | 29    | Tadashi Machida   | 0  | 159    | 498             | 31,93 % | –       |
| Gruppen- phase  | 30    | Kazutaka Hodozuka | 0  | 129    | 497             | 25,96 % | –       |
| Gruppen- phase  | 31    | Andres Molina     | 0  | 92     | 526             | 17,49 % | –       |
| Gruppen- phase  | 32    | Shinobu Tanaka    | 0  | 50     | 464             | 10,78 % | –       |